# Programa A 2
Programa A 2 foi um programa de televisão exibido entre 2010 e 2011 apresentado na MTV Brasil por Penélope Nova. Possuía um formato de programa de namoro diferente, pois os casais já ião prontos e faziam provas para ganhar uma viagem.
Ganhou uma versão de verão em 2011 na Praia do Leme no Rio de Janeiro.
O programa foi finalizado em fevereiro de 2011, e a apresentadora mais tarde apresentou o Hora Extra MTV, e em seguida, no VMB 2011, Penélope se despediu da emissora.

## Especial 20 Anos
O Programa A 2 fez dois especiais nos 20 Anos MTV, onde os vjs Didi Effe, Marina Santa-Helena, Paulinho Serra e Tatá Werneck foram participar com seus namorados.

## Ver Também
- Fica Comigo
- Luv MTV
- A Fila Anda
- Beija Sapo
- MTV Brasil
- Verão MTV